# Ruta 909 (Costa Rica)
La Ruta 909, oficialmente Ruta Nacional Terciaria 909, es una ruta nacional de Costa Rica ubicada en la provincia de Guanacaste.

## Descripción
En la provincia de Guanacaste, la ruta atraviesa el cantón de Santa Cruz (los distritos de Santa Cruz, Veintisiete de Abril, Tempate).